# Japan op de Olympische Zomerspelen 2016
Japan nam deel aan de Olympische Zomerspelen 2016 in Rio de Janeiro, Brazilië. De selectie bestond uit 338 sporters, die actief waren in 30 olympische sportdisciplines. Het was de grootste selectie in de olympische geschiedenis van Japan. Tienkamper Keisuke Ushiro droeg de nationale vlag tijdens de openings- en de sluitingsceremonie. De Japanse ploeg won twaalf gouden medailles, waarmee het succesvoller was dan de twee voorgaande Spelen. In totaal won Japan 41 medailles, een recordaantal. Onder de gouden medailles was Japans eerste goud in het badminton. Bij het judo won alle Japanse mannen een medaille. Ook vijf van de zeven vrouwen wonnen eremetaal, waardoor het land de medaillespiegel van het judo domineerde.
Bij de sluitingsceremonie werd aandacht besteed aan Tokio, dat de Olympische Zomerspelen 2020 organiseert. Premier Shinzo Abe trad hierbij op, verkleed als het Japanse videogamepersonage Mario. Ook werd de olympische vlag doorgegeven aan de gouverneur van Tokio.

## Medailleoverzicht
| Sport            | Olympiër | Onderdeel                                   | Medaille |
| ---------------- | --- | ------------------------------------------- | -------- |
| Badminton        | Misaki Matsutomo Ayaka Takahashi                                                                                       | dubbelspel (v)                              | Goud     |
| Gymnastiek       | Kohei Uchimura | meerkamp (m)                                | Goud     |
| Gymnastiek       | Ryōhei Katō Kenzō Shirai Yusuke Tanaka Kohei Uchimura Koji Yamamuro                                                    | meerkamp team (m)                           | Goud     |
| Judo             | Shohei Ono | lichtgewicht (–73 kg) (m)                   | Goud     |
| Judo             | Mashu Baker | middengewicht (–90 kg) (m)                  | Goud     |
| Judo             | Haruka Tachimoto | middengewicht (–70 kg) (v)                  | Goud     |
| Worstelen        | Eri Tosaka | vrije stijl, vlieggewicht (–48 kg) (v)      | Goud     |
| Worstelen        | Kaori Icho | vrije stijl, welter (–58 kg) (v)            | Goud     |
| Worstelen        | Risako Kawai | vrije stijl, middengewicht (–63 kg) (v)     | Goud     |
| Worstelen        | Sara Dosho | vrije stijl, lichtzwaargewicht (–69 kg) (v) | Goud     |
| Zwemmen          | Kosuke Hagino | 400 m wissel (m)                            | Goud     |
| Zwemmen          | Rie Kaneto | 200 m school (v)                            | Goud     |
| Atletiek         | Asuka Cambridge Shota Iizuka Yoshihide Kiryu Ryota Yamagata                                                            | 4x100 m (m)                                 | Zilver   |
| Judo             | Hisayoshi Harasawa | zwaargewicht (+100 kg) (m)                  | Zilver   |
| Tafeltennis      | Jun Mizutani Koki Niwa Maharu Yoshimura                                                                                | team (m)                                    | Zilver   |
| Worstelen        | Shinobu Ota | Grieks-Romeins, bantamgewicht (–59 kg) (m)  | Zilver   |
| Worstelen        | Rei Higuchi | vrije stijl, bantam (–57 kg) (m)            | Zilver   |
| Worstelen        | Saori Yoshida | vrije stijl, bantam (–53 kg) (v)            | Zilver   |
| Zwemmen          | Masato Sakai | 200 m vlinder (m)                           | Zilver   |
| Zwemmen          | Kosuke Hagino | 200 m wissel (m)                            | Zilver   |
| Atletiek         | Hirooki Arai | 50 km snelwandelen (m)                      | Brons    |
| Badminton        | Nozomi Okuhara | enkelspel (v)                               | Brons    |
| Gewichtheffen    | Hiromi Miyake | vlieggewicht (–48 kg) (v)                   | Brons    |
| Gymnastiek       | Kenzō Shirai | sprong (m)                                  | Brons    |
| Judo             | Naohisa Takato | extra lichtgewicht (–60 kg) (m)             | Brons    |
| Judo             | Masashi Ebinuma | half lichtgewicht (–66 kg) (m)              | Brons    |
| Judo             | Takanori Nagase | half midden (–81 kg) (m)                    | Brons    |
| Judo             | Ryunosuke Haga | half zwaargewicht (–100 kg) (m)             | Brons    |
| Judo             | Ami Kondo | extra lichtgewicht (–48 kg) (v)             | Brons    |
| Judo             | Misato Nakamura | half lichtgewicht (–52 kg) (v)              | Brons    |
| Judo             | Kaori Matsumoto | lichtgewicht (–57 kg) (v)                   | Brons    |
| Judo             | Kanae Yamabe | zwaargewicht (+78 kg) (v)                   | Brons    |
| Kanovaren        | Takuya Haneda | C-1 slalom (m)                              | Brons    |
| Synchroonzwemmen | Yukiko Inui Risako Mitsui                                                                                              | duet (v)                                    | Brons    |
| Synchroonzwemmen | Aika Hakoyama Aiko Hayashi Yukiko Inui Kei Marumo Kanami Nakamaki Mai Nakamura Risako Mitsui Kano Omata Kurumi Yoshida | team (v)                                    | Brons    |
| Tafeltennis      | Jun Mizutani | enkelspel (m)                               | Brons    |
| Tafeltennis      | Ai Fukuhara Kasumi Ishikawa Mima Ito                                                                                   | team (v)                                    | Brons    |
| Tennis           | Kei Nishikori | enkelspel (m)                               | Brons    |
| Zwemmen          | Daiya Seto | 400 m wissel (m)                            | Brons    |
| Zwemmen          | Naito Ehara Kosuke Hagino Yuki Kobori Takeshi Matsuda                                                                  | 4x200 m vrij (m)                            | Brons    |
| Zwemmen          | Natsumi Hoshi | 200 m vlinder (v)                           | Brons    |

## Deelnemers
(m) = mannen, (v) = vrouwen, (g) = gemengd

### Atletiek
| Olympiër                                                    | Onderdeel                | Resultaat | Prestatie                                                     |
| ----------------------------------------------------------- | ------------------------ | --------- | ------------------------------------------------------------- |
| Asuka Cambridge                                             | 100m (m)                 | 21e       | serie 4: 2de in 10,13 halve finale 3: 7de in 10,17            |
| Yoshihide Kiryū                                             | 100m (m)                 | 29e       | serie 7: 4de in 10,23                                         |
| Ryota Yamagata                                              | 100m (m)                 | 11e       | serie 8: 2de in 10,20 halve finale 2: 5de in 10,05            |
| Kenji Fujimitsu                                             | 200m (m)                 | 63e       | serie 5: 6de in 20,86                                         |
| Shota Iizuka                                                | 200m (m)                 | 32e       | serie 3: 4de in 20,49                                         |
| Kei Takase                                                  | 200m (m)                 | 55e       | serie 9: 6de in 20,71                                         |
| Yuzo Kanemaru                                               | 400m (m)                 | 47e       | serie 7: 8ste in 48,38                                        |
| Julian Walsh                                                | 400m (m)                 | 38e       | serie 4: 6de in 46,37                                         |
| Sho Kawamoto                                                | 800m (m)                 | 43e       | serie 5: 4de in 1.49,41                                       |
| Kota Murayama                                               | 5000m (m)                | 42e       | serie 1: 22ste in 14.26,72                                    |
| Suguru Osako                                                | 5000m (m)                | 29e       | serie 2: 16de in 13.31,45                                     |
| Kota Murayama                                               | 10000m (m)               | 30e       | 29.02,51                                                      |
| Suguru Osako                                                | 10000m (m)               | 17e       | 27.51,94                                                      |
| Yuta Shitara                                                | 10000m (m)               | 29e       | 28.55,23                                                      |
| Wataru Yazawa                                               | 110m horden (m)          | 31e       | serie 1: 6de in 13.89 herkansingen: 3de in 13,88              |
| Yuki Matsushita                                             | 400m horden (m)          | 26e       | serie 1: 4de in 49,60                                         |
| Keisuke Nozawa                                              | 400m horden (m)          | 15e       | serie 4: 1ste in 48,62 halve finale 1: 6de in 49,20           |
| Kazuya Shiojiri                                             | 3000m steeplechase (m)   | 33e       | serie 1: 11de in 8.40,98                                      |
| Asuka Cambridge Shota Iizuka Yoshihide Kiryū Ryota Yamagata | 4x100m (m)               | Zilver    | serie 2: 1ste in 37,68 (1e, AR) finale: 2de in 37,60 (2e, AR) |
| Nobya Kato Takamasa Kitagawa Tomoya Tamura Julian Walsh     | 4x400m (m)               | 13e       | serie 1: 7de in 3.02,95                                       |
| Suehiro Ishikawa                                            | marathon (m)             | 36e       | 2:17.08                                                       |
| Hisanori Kitajima                                           | marathon (m)             | 94e       | 2:25.11                                                       |
| Satoru Sasaki                                               | marathon (m)             | 16e       | 2:13.57                                                       |
| Isamu Fujisawa                                              | 20km snelwandelen (m)    | 21e       | 1:22.03                                                       |
| Daisuke Matsunaga                                           | 20km snelwandelen (m)    | 7e        | 1:20.22                                                       |
| Eiki Takahashi                                              | 20km snelwandelen (m)    | 42e       | 1:24.59                                                       |
| Hirooki Arai                                                | 50 km snelwandelen (m)   | Brons     | 3:41.24                                                       |
| Kōichirō Morioka                                            | 50 km snelwandelen (m)   | 26e       | 3:58.59                                                       |
| Takayuki Tanii                                              | 50 km snelwandelen (m)   | 14e       | 3:51.00                                                       |
| Daigo Hasegawa                                              | hink-stap-springen (m)   | 29e       | kwalificatie groep A: 15de met 16,17m                         |
| Kohei Yamashita                                             | hink-stap-springen (m)   | 35e       | kwalificatie groep B: 18de met 15,71m                         |
| Takashi Eto                                                 | hoogspringen (m)         | 35e       | kwalificatie groep A: 19de met 2,17m                          |
| Hiroki Ogita                                                | polsstokhoogspringen (m) | 21e       | kwalificatie groep A: 11de met 5,45m                          |
| Daichi Sawano                                               | polsstokhoogspringen (m) | 7e        | kwalificatie groep A: 8ste met 5,60m finale: 7de met 5,50m    |
| Seito Yamamoto                                              | polsstokhoogspringen (m) | NM        | kwalificatie groep B: NM                                      |
| Ryohei Arai                                                 | speerwerpen (m)          | 11e       | kwalificatie groep B: 3de met 84,16m finale: 11de met 79,47m  |
| Akihiko Nakamura                                            | tienkamp (m)             | 22e       | 7612 punten                                                   |
| Keisuke Ushiro V                                            | tienkamp (m)             | 20e       | 7952 punten                                                   |
|                                                             |                          |           |                                                               |
| Chisato Fukushima                                           | 200m (v)                 | 38e       | serie 7: 5de in 23,21                                         |
| Misaki Onishi                                               | 5000m (v)                | 21e       | serie 2: 9de in 15.29,17                                      |
| Ayuko Suzuki                                                | 5000m (v)                | 27e       | serie 2: 12de in 15.41,81                                     |
| Miyuki Uehara                                               | 5000m (v)                | 15e       | serie 1: 7de in 15.23,41 finale: 15de in 15.34,97             |
| Hanami Sekine                                               | 10.000 m (v)             | 20e       | 31.44,44                                                      |
| Yuka Takashima                                              | 10.000 m (v)             | 18e       | 31.36,44                                                      |
| Satomi Kubokura                                             | 400m horden (v)          | 36e       | serie 6: 5de in 57,34                                         |
| Anju Takamizawa                                             | 3000m steeplechase (v)   | 49e       | serie 1: 17de in 9.58,59                                      |
| Kayoko Fukushi                                              | marathon (v)             | 14e       | 2:29.53                                                       |
| Mai Ito                                                     | marathon (v)             | 46e       | 2:37.37                                                       |
| Tomomi Tanaka                                               | marathon (v)             | 19e       | 2:31.12                                                       |
| Kumiko Okada                                                | 20km snelwandelen (v)    | 32e       | 1:32.43                                                       |
| Konomi Kai                                                  | hoogspringen (v)         | 37e       | kwalificatie groep B: 19de met 5,87m                          |
| Yuki Ebihara                                                | speerwerpen (v)          | 21e       | kwalificatie groep B: 10de met 57,68m                         |

### Badminton
| Olympiër                         | Onderdeel      | Resultaat | Prestatie |
| -------------------------------- | -------------- | --------- | --- |
| Sho Sasaki                       | enkelspel (m)  | 17e       | groep I: 2de V van GBR Ouseph: 0-2 (15–21, 9–21) W van CZE Koukal: 1-2 (21–10, 16–21, 21–12) |
| Hiroyuki Endo Kenichi Hayakawa   | dubbelspel (m) | 5e        | groep D: 1ste W van IND Ahsan/Setiawan: 2-1 (21–17, 16–21, 21–14) W van CHN Chai/Hong: 2-1 (21–18, 14–21, 23–21) V van INA Attri/Reddy: 0-2 (21–23, 11–21) kwartfinale: V van GBR Ellis/Langridge: 0-2 (19–21, 17–21) |
|                                  |                |           | |
| Nozomi Okuhara                   | enkelspel (v)  | Brons     | groep J: 1ste W van VIE Trang: 2-0 (21–10, 21–8) W van INA Fanetri: 2-0 (21–12, 21–12) 2de ronde: W van KOR Bae: 2-0 (21–6, 21–7) kwartfinale: W van JPN Yamaguchi: 2-1 (11–21, 21–17, 21–10) halve finale: V van IND Sindhu: 0-2 (19–21, 10–21) bronzen finale: W van CHN Li (w/o)                                                            |
| Akane Yamaguchi                  | enkelspel (v)  | 5e        | groep K: 1ste W van CZE Gavnholt: 2- (20–22, 21–12, 21–15) W van MAS Yi: 2-0 (21–18, 21–5) 2de ronde: W van THA Intanon: 2-0 (21–19, 21–16) kwartfinale: V van JPN Okuhara: 1-2 (21–11, 17–21, 10–21) |
| Misaki Matsutomo Ayaka Takahashi | dubbelspel (v) | Goud      | groep A: 1ste W van NED Muskens/Piek: 2-0 (21–9, 21–11) W van IND Gutta/Ponnappa: 2-0 (21–15, 21–10) W van THA Supajirakul/Taerattanachai: 2-0 (21–15, 21–15) kwartfinale: W van MAS Hoo/Woon: 2-1 (21–16, 18–21, 21–9) halve finale: W van KOR Jung/Shin: 2-0 (21–16, 21–17) finale: W van DEN Pedersen/Rytter Juhl: 2-1 (18–21, 21–9, 21–19) |
|                                  |                |           | |
| Kenta Kazuno Ayane Kurihara      | dubbelspel (g) | 5e        | groep D: 2de V van KOR Ko/Kim: 0-2 (23–25, 17–21) W van USA Chew/Subandhi: 2-0 (21–6, 21–12) W van NED Arends/Piek: 2-0 (21–14, 21–19) kwartfinale: V van CHN Zhang/Zhao: 0-2 (14–21, 12–21) |

### Basketbal
| Olympiër | Onderdeel | Resultaat | Prestatie |
| --- | --------- | --------- | --- |
| Kaede Kondo Yuki Miyazawa Yuka Mamiya Mika Kurihara Maki Takada Miyoshi Naho Ramu Tokashiki Moeko Nagaoka Asami Yoshida A Rui Machida Sanae Motokowa Asako O | vrouwen   | 5e        | groep A: 4de W van Wit-Rusland: 77-73 W van Brazilië: 82-66 V van Turkije: 62-76 V van Australië: 86-92 W van Frankrijk: 79-71 kwartfinale: V van Verenigde Staten: 64-110 |

| Groep A |             |             |             |             |            |            |            |        |
| #       | Land        | Wedstrijden | Wedstrijden | Wedstrijden | Doelpunten | Doelpunten | Doelpunten | Punten |
| #       | Land        | G           | W           | V           | V          | T          | Saldo      | Punten |
| 1       | Australië   | 5           | 5           | 0           | 400        | 345        | +55        | 10     |
| 2       | Frankrijk   | 5           | 3           | 2           | 344        | 343        | +1         | 8      |
| 3       | Turkije     | 5           | 3           | 2           | 324        | 325        | –1         | 8      |
| 4       | Japan       | 5           | 3           | 2           | 386        | 378        | +8         | 8      |
| 5       | Wit-Rusland | 5           | 1           | 4           | 347        | 361        | –14        | 6      |
| 6       | Brazilië    | 5           | 0           | 5           | 335        | 384        | –49        | 5      |

| Ronde       | Datum       | Lokale tijd | MEZT           | Plaats         | Land             | Score     | Land  |
| ----------- | ----------- | ----------- | -------------- | -------------- | ---------------- | --------- | ----- |
| Groepsfase  |             |             |                |                |                  |           |       |
| 6 augustus  | 19:45       | 00:45       | Rio de Janeiro | Wit-Rusland    | 73–77            | Japan     |       |
| 8 augustus  | 17:30       | 22:30       | Rio de Janeiro | Japan          | 82–66            | Brazilië  |       |
| 9 augustus  | 17:45       | 22:45       | Rio de Janeiro | Turkije        | 76–62            | Japan     |       |
| 11 augustus | 17:45       | 22:45       | Rio de Janeiro | Japan          | 86–92            | Australië |       |
| 13 augustus | 17:45       | 22:45       | Rio de Janeiro | Japan          | 79–71            | Frankrijk |       |
| Kwartfinale | 16 augustus | 18:45       | 23:45          | Rio de Janeiro | Verenigde Staten | 110–64    | Japan |

### Boksen
| Olympiër          | Onderdeel | Resultaat | Prestatie                                                             |
| ----------------- | --------- | --------- | --------------------------------------------------------------------- |
| Arashi Morisaka   | –56kg (m) | 17e       | 1ste ronde: V van ARM Avagyan: 1–2                                    |
| Daisuke Narimatsu | –60kg (m) | 9e        | 1ste ronde: W van VEN Cabrera: 2–1 2de ronde: V van USA Balderas: 0–3 |

### Boogschieten
| Olympiër                                   | Onderdeel       | Resultaat | Prestatie |
| ------------------------------------------ | --------------- | --------- | --- |
| Takaharu Furukawa                          | individueel (m) | 5e        | plaatsingsronde: 7de met 680 punten 1ste ronde: W van NED Dielemans: 7–1 2de ronde: W van NOR Nesteng: 6–0 3de ronde: W van ESP Rodríguez: 7–3 kwartfinale: V van USA Ellison: 2–6 |
|                                            |                 |           | |
| Yuki Hayashi                               | individueel (v) | 33e       | plaatsingsronde: 59ste met 591 punten (59e) 1ste ronde: V van CHN Wu: 1–7 |
| Kaori Kawanaka                             | individueel (v) | 17e       | plaatsingsronde: 10de met 650 punten 1ste ronde: W van GRE Psarra: 7–3 2de ronde: V van GBR Folkard: 0–6                                                                           |
| Saori Nagamine                             | individueel (v) | 33e       | plaatsingsronde: 39ste met 621 punten 1ste ronde: V van BRA dos Santos: 3–7 |
| Yuki Hayashi Kaori Kawanaka Saori Nagamine | team (v)        | 5e        | plaatsingsronde: 9de met 1862 punten 1ste ronde: W van Oekraïne: 6–2 kwartfinale: V van Zuid-Korea: 1–5                                                                            |

### Gewichtheffen
| Olympiër         | Onderdeel | Resultaat | Prestatie                                                        |
| ---------------- | --------- | --------- | ---------------------------------------------------------------- |
| Hiroaki Takao    | –56kg (m) | 11e       | trekken: 12de met 111kg stoten: 11de met 138kg totaal: 249kg     |
| Yōichi Itokazu   | –62kg (m) | 4e        | trekken: 4de met 133kg stoten: 4de met 169kg totaal: 302kg       |
| Yōsuke Nakayama  | –62kg (m) | 12e       | trekken: 11de met 121kg stoten: 12de met 145kg totaal: 266kg     |
|                  |           |           |                                                                  |
| Hiromi Miyake    | –48kg (v) | Brons     | trekken: 8ste met 81kg stoten: 3de met 107kg totaal: 188kg       |
| Kanae Yagi       | –53kg (v) | 6e        | trekken: 6de met 81kg stoten: 6de met 105kg totaal: 186kg        |
| Mikiko Ando      | –58kg (v) | 5e        | trekken: 7de met 94kg stoten:4de met 124kg totaal: 5de met 218kg |
| Namika Matsumoto | –63kg (v) | 9e        | trekken: 10de met 90kg stoten: 9de met 115kg totaal: 205kg       |

### Golf
| Olympiër        | Onderdeel | Resultaat | Prestatie           |
| --------------- | --------- | --------- | ------------------- |
| Yuta Ikeda      | mannen    | 21e       | 281 punten (par –3) |
| Shingo Katayama | mannen    | 54e       | 292 punten (par +8) |
|                 |           |           |                     |
| Haru Nomura     | vrouwen   | 4e        | 275 punten (par –9) |
| Shiho Oyama     | vrouwen   | 42e       | 292 punten (par +8) |

### Gymnastiek
| Olympiër                                                                   | Onderdeel                | Resultaat | Prestatie |
| Ritmisch                                                                   | Ritmisch                 | Ritmisch  | Ritmisch |
| -------------------------------------------------------------------------- | ------------------------ | --------- | --- |
| Kaho Minagawa                                                              | individueel (v)          | 16e       | kwalificaties hoepel: 16,666 bal: 17,341 knotsen: 17,500 linten: 17,016 totaal: 68,520 (16e) |
| Airi Hatakeyama Rie Matsubara Sakura Noshitani Sayuri Sugimoto Kiko Yokota | team (v)                 | 8e        | kwalificaties 5 linten: 17,416 3 knotsen, 2 hoepels: 17,733 totaal: 35,149 (5e) finale 5 linten: 16,550 3 knotsen, 2 hoepels: 17,650 totaal: 34,200 (8e)                                                                                         |
| Trampoline                                                                 |                          |           | |
| Masaki Ito                                                                 | mannen                   | 6e        | kwalificatie: 6de met 108,465 finale: 6de met 58,800 punten |
| Ginga Munetomo                                                             | mannen                   | 4e        | kwalificatie: 7de met 108,190 punten finale: 4de met 59,535 punten |
|                                                                            |                          |           | |
| Rana Nakano                                                                | vrouwen                  | 13e       | kwalificatie: 13de met 96,775 punten |
| Turnen                                                                     |                          |           | |
| Ryōhei Katō Kenzō Shirai Yūsuke Tanaka Kōhei Uchimura Koji Yamamuro        | meerkamp team (m)        | Goud      | kwalificaties vloer: 46,099 voltige: 44,299 ringen: 44,133 sprong: 45,932 brug: 44,832 rekstok: 43,999 totaal: 269,294 (4e) finale vloer: 47,199 voltige: 43,933 ringen: 44,599 sprong: 46,199 brug: 46,766 rekstok: 45,398 totaal: 274,094 (1e) |
| Ryōhei Katō                                                                | meerkamp individueel (m) | 11e       | vloer: 15,266 voltige: 14,900 ringen: 14,566 sprong: 15,058 brug: 14,900 rekstok: 13,900 totaal: 88,590 (11e) |
| Ryōhei Katō                                                                | brug (m)                 | 7e        | 15,233 (6,800 (D), 8,433 (E), 7e) |
| Kenzō Shirai                                                               | vloer (m)                | 4e        | 15,366 (7,600 (D), 7.833 (E), 4e) |
| Kenzō Shirai                                                               | sprong (m)               | Brons     | 15,283 (6,000/5,600 (D), 9,466/9,500 (E), 3e) |
| Kōhei Uchimura                                                             | meerkamp individueel (m) | Goud      | vloer: 15,766 voltige: 14,900 ringen: 14,733 sprong: 15,566 brug: 15,600 rekstok: 15,800 totaal: 92,365 (1e) |
| Kōhei Uchimura                                                             | vloer (m)                | 5e        | 15,241 (6,900 (D), 8,641 (E), 5e) |
|                                                                            |                          |           | |
| Sae Miyakawa Mai Murakami Aiko Sugihara Asuka Teramoto Yuki Uchiyama       | meerkamp team (v)        | 4e        | kwalificaties sprong: 44,466 brug: 44,100 balk: 41,699 vloer: 42,299 totaal: 172,564 (7e) finale sprong: 44,832 brug: 44,466 balk: 42,599 vloer: 42,474 totaal: 174,371 (4e)                                                                     |
| Mai Murakami                                                               | meerkamp individueel (v) | 14e       | sprong: 14,866 brug: 13,766 balk: 13,900 vloer: 14,133 totaal: 56,665 (14e) |
| Mai Murakami                                                               | vloer (v)                | 7e        | 14,533 (6,300 D, 8,233 E, 7e) |
| Asuka Teramoto                                                             | meerkamp individueel (v) | 8e        | sprong: 15,100 brug: 14,566 balk: 14,266 vloer: 14,033 totaal: 57,965 (8e) |

### Hockey
| Olympiër | Onderdeel | Resultaat | Prestatie |
| --- | --------- | --------- | --- |
| Sakiyo Asano Nagisa Hayashi Mayumi Ono Emi Nishikori Akane Shibata Maki Sakaguchi Mie Nakashima Ayaka Nishimura Miyuki Nakagawa A Yuri Nagai Hazuki Nagai Hazuki Yuda Aki Mitsuhashi Minami Shimizu Yukari Mano Motomi Kawamura | vrouwen   | 10e       | groep B: 5de G van India: 2-2 V van Argentinië: 0-4 V van Verenigde Staten: 1-6 V van Groot-Brittannië: 0-2 V van Australië: 0-2 |

| Groep B |                  |             |             |             |             |            |            |            |        |
| #       | Land             | Wedstrijden | Wedstrijden | Wedstrijden | Wedstrijden | Doelpunten | Doelpunten | Doelpunten | Punten |
| #       | Land             | G           | W           | G           | V           | V          | T          | Saldo      | Punten |
| 1       | Groot-Brittannië | 5           | 5           | 0           | 0           | 12         | 4          | +8         | 15     |
| 2       | Verenigde Staten | 5           | 4           | 0           | 1           | 14         | 5          | +9         | 12     |
| 3       | Australië        | 5           | 3           | 0           | 2           | 11         | 5          | +6         | 9      |
| 4       | Argentinië       | 5           | 2           | 0           | 3           | 12         | 6          | +6         | 6      |
| 5       | Japan            | 5           | 0           | 1           | 4           | 3          | 16         | −13        | 1      |
| 6       | India            | 5           | 0           | 1           | 4           | 3          | 19         | −16        | 1      |

| Ronde       | Datum | Lokale tijd | MEZT           | Plaats           | Land | Score            | Land |
| ----------- | ----- | ----------- | -------------- | ---------------- | ---- | ---------------- | ---- |
| Groepsfase  |       |             |                |                  |      |                  |      |
| 7 augustus  | 11:00 | 16:00       | Rio de Janeiro | Japan            | 2–2  | India            |      |
| 8 augustus  | 20:30 | 01:30       | Rio de Janeiro | Argentinië       | 4−0  | Japan            |      |
| 10 augustus | 17:00 | 22:00       | Rio de Janeiro | Verenigde Staten | 6−1  | Japan            |      |
| 11 augustus | 20:30 | 01:30       | Rio de Janeiro | Japan            | 0−2  | Groot-Brittannië |      |
| 13 augustus | 19:30 | 00:30       | Rio de Janeiro | Australië        | 2−0  | Japan            |      |

### Judo
| Olympiër           | Onderdeel  | Resultaat | Prestatie |
| ------------------ | ---------- | --------- | --- |
| Naohisa Takato     | –60kg (m)  | Brons     | 1ste ronde: vrij 2de ronde: W van MON Siccardi: ippon 3de ronde: W van CZE Petřikov: ippon kwartfinale: V van GEO Papinasjvili: ippon herkansingen: W van KOR Kim: yuko bronzen finale: W van AZE Safarov: shido          |
| Masashi Ebinuma    | –66kg (m)  | Brons     | 1ste ronde: vrij 2de ronde: W van BRA Chibana: ippon 3de ronde: W van CHN Ma: ippon kwartfinale: W van DOM Mateo: ippon halve finale: V van KOR an: yuko bronzen finale: W van CAN Bouchard: ippon                        |
| Shohei Ono         | –73kg (m)  | Goud      | 1ste ronde: vrij 2de ronde: W van CRC Murillo: ippon 3de ronde: W van UAE Scvortov: ippon kwartfinale: W van GEO Sjavdatoeasjvili: waza-ari halve finale: W van BEL van Tichelt: ippon finale: W van AZE Orujiv: ippon    |
| Takanori Nagase    | –81kg (m)  | Brons     | 1ste ronde: vrij 2de ronde: W van HUN Csoknyai: yuko 3de ronde: W van GAB Kibikai: ippon kwartfinale: V van MDA Toma: yuko herkansingen: W van CAN Valois-Fortier: ippon bronzen finale: W van GEO Tchrikisjvili: yuko    |
| Mashu Baker        | –90kg (m)  | Goud      | 1ste ronde: vrij 2de ronde: W van GER Odenthal: ippon 3de ronde: W van SRB Kukolj: ippon kwartfinale: W van FRA Iddir: ippon halve finale: W van CHN Cheng: ippon finale: W van GEO Liparteliani: yuko                    |
| Ryunosuke Haga     | –100kg (m) | Brons     | 1ste ronde: vrij 2de ronde: W van LAT Borodavko: yuko 3de ronde: W van BRA Buzacarini: shido kwartfinale: V van CZE Krpálek: shido herkansingen: W van GEO Gviniasjvili: shido bronzen finale: W van UKR Blosjenko: ippon |
| Hisayoshi Harasawa | +100kg (m) | Zilver    | 1ste ronde: W van GEO Okruasjvili: shido 2de ronde: W van AZE Kokauri: ippon kwartfinale: W van CUB Mendoza: ippon halve finale: W van UZB Tangriev: ippon finale: V van FRA Riner: shido                                 |
|                    |            |           | |
| Ami Kondo          | –48kg (v)  | Brons     | 1ste ronde: vrij 2de ronde: W van MEX Carrillo: ippon kwartfinale: W van KAZ Galbadrach: ippon halve finale: V van ARG Pareto: waza-ari bronzen finale: W van MGL Moenchbat: yuko                                         |
| Misato Nakamura    | –52 kg (v) | Brons     | 1ste ronde: vrij 2de ronde: W van MGL Adijasambuu: ippon kwartfinale: W van RUS Koezjoetina: ippon halve finale: V van KOS Kelmendi: shido bronzen finale: W van BRA Miranda: yuko                                        |
| Kaori Matsumoto    | –57kg (v)  | Brons     | 1ste ronde: vrij 2de ronde: W van CIV Dabonne: ippon kwartfinale: W van FRA Pavia: waza-ari halve finale: V van MGL Sumiyaa: ippon bronzen finale: W van TPE Lien: ippon                                                  |
| Miku Tashiro       | –63kg (v)  | 5e        | 1ste ronde: vrij 2de ronde: W van AUS Haecker: ippon kwartfinale: W van AUT Unterwurzachter: yuko halve finale: V van FRA Agbegnenou: shido bronzen finale: V van ISR Gerbi: waza-ari                                     |
| Haruka Tachimoto   | –70kg (v)  | Goud      | 1ste ronde: W van CHN Zhou: ippon 2de ronde: W van NED Polling: yuko kwartfinale: W van CAN Zupancic: waza-ari halve finale: W van GER Koch: waza-ari finale: W van COL Alvear: ippon                                     |
| Mami Umeki         | –78kg (v)  | 9e        | 1ste ronde: vrij 2de ronde: V van HUN Joó: yuko |
| Kanae Yamabe       | +78 kg (v) | Brons     | 1ste ronde: vrij 2de ronde: W van LTU Pakenytė: ippon kwartfinale: W van NED Savelkouls: ippon halve finale: V van CUB Ortíz: yuko bronzen finale: W van TUR Sayit: waza-ari                                              |

### Kanovaren
| Olympiër                    | Onderdeel | Resultaat | Prestatie                                                               |
| Slalom                      | Slalom    | Slalom    | Slalom                                                                  |
| --------------------------- | --------- | --------- | ----------------------------------------------------------------------- |
| Takuya Haneda               | C-1 (m)   | Brons     | voorronde: 5de in 94,58 halve finale: 6de in 98,84 finale: 3de in 97,44 |
| Shota Sasaki Tsubasa Sasaki | C-2 (m)   | 12e       | voorronde: 12de in 119,04                                               |
| Kazuki Yazawa               | K-1 (m)   | 11e       | voorronde: 14de in 92,23 halve finale: 11de in 97,19                    |
|                             |           |           |                                                                         |
| Aki Yazawa                  | K-1 (v)   | 20e       | voorronde: 20ste in 120,17                                              |

### Moderne vijfkamp
| Olympiër         | Onderdeel | Resultaat | Prestatie |
| ---------------- | --------- | --------- | --- |
| Shōhei Iwamoto   | mannen    | 30e       | zwemmen: 2:08.65 (33e, 315 punten) schermen: 9 W, 26 V (36e, 154 punten) paardrijden: geen strafpunten (1e, 300 punten) gecombineerd: 11:54.59 (30e, 586 punten) totaal: 1355 punten |
| Tomoya Miguchi   | mannen    | 22e       | zwemmen: 2:02.62 (12e, 333 punten) schermen: 20 W, 15 V (11e, 220 punten) paardrijden: 19 strafpunten (20e, 281 punten) gecombineerd: 12:02.88 (31e, 578 punten) totaal: 1412 punten |
|                  |           |           | |
| Natsumi Tomonaga | vrouwen   | 13e       | zwemmen: 2:15.63 (12e, 294 punten) schermen: 15 W, 20 V (27e, 190 punten) paardrijden: 2 strafpunten (6e, 298 punten) gecombineerd: 12:55.44 (15e, 525 punten) totaal: 1307 punten   |

### Paardensport
| Olympiër                                                    | Onderdeel    | Resultaat | Prestatie |
| Dressuur                                                    | Dressuur     | Dressuur  | Dressuur |
| ----------------------------------------------------------- | ------------ | --------- | --- |
| Kiichi Harada                                               | individueel  | 45e       | Grand Prix: 45ste met 68,286% |
| Yuko Kitai                                                  | individueel  | 48e       | Grand Prix: 48ste met 67,271% |
| Akane Kuroki                                                | individueel  | 50e       | Grand Prix: 50ste met 66,900% |
| Masanao Takahashi                                           | individueel  | 58e       | Grand Prix: 58ste met 62,986% |
| Kiichi Harada Yuko Kitai Akane Kuroki Masanao Takahashi     | team         | 11e       | Grand Prix: 11ste met 67,486% |
| Eventing                                                    |              |           | |
| Ryuzo Kitajima                                              | individueel) | DNF       | dressuur: 57,70 strafpunten crosscountry: 74,40 strafpunten springconcours: DNS                                                                                 |
| Yoshiaki Oiwa                                               | individueel) | 20e       | dressuur: 47,00 strafpunten crosscountry: 18,00 strafpunten springconcours (1): 4 strafpunten springconcours (2): 8 strafpunten totaal: 77,00 strafpunten (20e) |
| Springconcours                                              |              |           | |
| Daisuke Fukushima                                           | individueel  | 68e       | kwalificaties ronde 1: 47 strafpunten |
| Toshiki Masui                                               | individueel  | 64e       | kwalificaties ronde 1: 16 strafpunten ronde 2: 12 strafpunten                                                                                                   |
| Taizo Sugitani                                              | individueel  | 64e       | kwalificaties ronde 1: 16 strafpunten ronde 2: 12 strafpunten                                                                                                   |
| Reiko Takeda                                                | individueel  | 26e       | kwalificaties ronde 1: 4 strafpunten ronde 2: 1 strafpunt ronde 3: DNF                                                                                          |
| Daisuke Fukushima Toshiki Masui Taizo Sugitani Reiko Takeda | team         | 13e       | kwalificaties ronde 1: 36 strafpunten ronde 2: 14 strafpunten                                                                                                   |

### Roeien
| Olympiër                    | Onderdeel              | Resultaat | Prestatie |
| --------------------------- | ---------------------- | --------- | --- |
| Hiroshi Nakano Hideki Omoto | lichte dubbel-twee (m) | 15e       | serie 3: 3de in 6.34,27 herkansingen: 3de in 7.11,20 halve finale C/D: 3de in 7.30,64 finale C: 3de in 6.45,81    |
|                             |                        |           | |
| Ayami Oishi Chiaki Tomita   | lichte dubbel-twee (v) | 12e       | serie 2: 4de in 7.15,75 (4e) herkansingen: 2de in 8.00,50 halve finale 1: 6de in 7.46,41 finale B: 6de in 7.42,87 |

### Rugby
Mannen
| Olympiër | Onderdeel | Resultaat | Prestatie |
| --- | --------- | --------- | --- |
| Kenki Fukuoka Teruya Goto Kazuhiro Goya Kazushi Hano Masakatsu Hikosaka Yusaku Kuwazuru A Lomano Lemeki Katsuyuki Sakai Kameli Raravou Soejima Yoshitaka Tokunaga Shohei Toyosima Lote Tuqiri | mannen    | 4e        | groep C: 2de W van Nieuw-Zeeland: 14-12 V van Groot-Brittannië: 19-21 W van Kenia: 31-7 kwartfinale: W van Frankrijk: 12-7 halve finale: V van Fiji: 5-20 bronzen finale: V van Zuid-Afrika: 14-54 |

| Groep C |                  |             |             |             |             |        |        |        |        |
| #       | Land             | Wedstrijden | Wedstrijden | Wedstrijden | Wedstrijden | Punten | Punten | Punten | Punten |
| #       | Land             | G           | W           | G           | V           | V      | T      | Saldo  | Punten |
| 1       | Groot-Brittannië | 3           | 3           | 0           | 0           | 73     | 45     | +28    | 9      |
| 2       | Japan            | 3           | 2           | 0           | 1           | 64     | 40     | +24    | 7      |
| 3       | Nieuw-Zeeland    | 3           | 1           | 0           | 2           | 59     | 40     | +19    | 5      |
| 4       | Kenia            | 3           | 0           | 0           | 3           | 19     | 90     | –71    | 3      |

| Ronde          | Datum       | Lokale tijd | MEZT           | Plaats           | Land  | Score | Land        |
| -------------- | ----------- | ----------- | -------------- | ---------------- | ----- | ----- | ----------- |
| Groepsfase     |             |             |                |                  |       |       |             |
| 9 augustus     | 12:30       | 17:30       | Rio de Janeiro | Nieuw-Zeeland    | 12–14 | Japan |             |
| 9 augustus     | 17:00       | 22:00       | Rio de Janeiro | Groot-Brittannië | 21–19 | Japan |             |
| 10 augustus    | 12:00       | 17:00       | Rio de Janeiro | Kenia            | 7–31  | Japan |             |
| Kwartfinale    | 10 augustus | 17:30       | 22:30          | Rio de Janeiro   | Japan | 12–7  | Frankrijk   |
| Halve finale   | 11 augustus | 14:30       | 19:30          | Rio de Janeiro   | Fiji  | 20–5  | Japan       |
| Bronzen finale | 11 augustus | 18:00       | 23:30          | Rio de Janeiro   | Japan | 14–54 | Zuid-Afrika |

Vrouwen
| Olympiër | Onderdeel | Resultaat | Prestatie |
| --- | --------- | --------- | --- |
| Yuka Kanematsu Mifuyu Koide Ano Kuwai Kana Mitsugi Chiharu Nakamura A Ayaka Suzuki Yume Okuroda Noriko Taniguchi Makiko Tomita Marie Yamaguchi Mio Yamanaka Chisato Yokoo | vrouwen   | 10e       | groep C: 4de V van Canada: 0-45 V van Groot-Brittannië: 0-40 V van Brazilië: 10-26 9-12de plek: W van Kenia: 24-0 9-10de plek: V van Brazilië: 5-33 |

| Groep C |                  |             |             |             |            |            |            |        |
| #       | Land             | Wedstrijden | Wedstrijden | Wedstrijden | Doelpunten | Doelpunten | Doelpunten | Punten |
| #       | Land             | G           | W           | V           | V          | T          | Saldo      | Punten |
| 1       | Groot-Brittannië | 3           | 0           | 0           | 91         | 3          | +88        | 9      |
| 2       | Canada           | 2           | 0           | 1           | 83         | 22         | +61        | 7      |
| 3       | Brazilië         | 1           | 0           | 2           | 29         | 77         | –48        | 5      |
| 4       | Japan            | 0           | 0           | 3           | 10         | 111        | –101       | 3      |

| Ronde         | Datum      | Lokale tijd | MEZT           | Plaats           | Land     | Score | Land  |
| ------------- | ---------- | ----------- | -------------- | ---------------- | -------- | ----- | ----- |
| Groepsfase    |            |             |                |                  |          |       |       |
| 6 augustus    | 12:30      | 17:30       | Rio de Janeiro | Canada           | 45–0     | Japan |       |
| 6 augustus    | 17:00      | 22:00       | Rio de Janeiro | Groot-Brittannië | 40–0     | Japan |       |
| 7 augustus    | 12:00      | 17:00       | Rio de Janeiro | Brazilië         | 26–10    | Japan |       |
| Plaatsen 9–12 | 7 augustus | 16:30       | Rio de Janeiro | 21:30            | Kenia    | 0–24  | Japan |
| Plaatsen 9–10 | 8 augustus | 13:00       | Rio de Janeiro | 18:00            | Brazilië | 33–5  | Japan |

### Schermen
| Olympiër        | Onderdeel  | Resultaat | Prestatie |
| --------------- | ---------- | --------- | --- |
| Kazuyasu Minobe | degen (m)  | 5e        | 1ste ronde: vrij 2de ronde: W van ITA Fichera: 15–8 3de ronde: W van RUS Avdejev: 15–11 kwartfinale: V van FRA Grumier: 8–15                           |
| Yuki Ota        | floret (m) | 17e       | 1ste ronde: vrij 2de ronde: V van BRA Toldo: 13–15 |
| Kenta Tokunan   | sabel (m)  | 17e       | 1ste ronde: vrij 2de ronde: V van FRA Anstett: 13–15                                                                                                   |
|                 |            |           | |
| Nozomi Sato     | degen (v)  | 5e        | 1ste ronde: W van MEX Teran: 15–12 2de ronde: W van RUS Logoenova: 15–14 3de ronde: W van Oekraïne Sjemjakina: 11–8 kwartfinale: V van HUN Szász: 4–15 |
| Shiho Nishioka  | floret (v) | 9e        | '1ste ronde: vrij 2de ronde: W van KOR Nam: 15–12 3de ronde: V van TUN Boubakri: 10–15                                                                 |
| Chika Aoki      | sabel (v)  | 33e       | 1ste ronde: V van PAN Grench: 5–15 |

### Schietsport
| Olympiër            | Onderdeel                     | Resultaat | Prestatie                                                                  |
| ------------------- | ----------------------------- | --------- | -------------------------------------------------------------------------- |
| Naoya Okada         | 10m luchtgeweer (m)           | 20e       | kwalificatie: 20ste met 622,6 punten (104,7-105,2-100,7-104,0-103,8-104,2) |
| Toshikazu Yamashita | 10m luchtgeweer (m)           | 36e       | kwalificatie: 36ste met 619,5 punten (103,8-104,6-102,7-104,7-100,1-103,6) |
| Toshikazu Yamashita | 50m geweer drie houdingen (m) | 22e       | kwalificatie: 22ste met 1169,0 punten (393-396-380)                        |
| Toshikazu Yamashita | 50m geweer liggend            | 41e       | kwalificatie: 41ste met 617,4 punten (102,6-102,5-102,8-103,1-103,7-102,7) |
| Tomoyuki Matsuda    | 50m pistool                   | 19e       | kwalificatie: 19de met 550,0 punten (93-91-92-89-94-91)                    |
| Teruyoshi Akiyama   | 25m snelvuurpistool (m)       | 22e       | kwalificatie: 22ste met 564,0 punten (288-276)                             |
| Eita Mori           | 25m snelvuurpistool (m)       | 19e       | kwalificatie: 19de met 570,0 punten (284-286)                              |
| Tomoyuki Matsuda    | 10m luchtpistool (m)          | 22e       | kwalificatie: 22ste met 576,0 punten (92-95-96-98-97-98)                   |
|                     |                               |           |                                                                            |
| Akiko Sato          | 25m pistool (v)               | 34e       | kwalificatie: 34ste met 565,0 punten (282-283)                             |
| Akiko Sato          | 10m luchtpistool (v)          | 42e       | kwalificatie: 42ste met 369,0 punten (91-93-92-93)                         |
| Naoko Ishihara      | skeet (v)                     | 18e       | kwalificatie: 18de met 62,0 punten (18-20-24)                              |
| Yukie Nakayama      | trap (v)                      | 20e       | kwalificatie: 20ste met 61,0 punten (19-22-20)                             |

### Schoonspringen
| Olympiër        | Onderdeel     | Resultaat | Prestatie                                                                                             |
| --------------- | ------------- | --------- | --- |
| Sho Sakai       | 3m plank (m)  | 22e       | voorronde: 22ste met 373,70 punten                                                                    |
| Ken Terauchi    | 3m plank (m)  | 20e       | voorronde: 20ste met 380,85 punten                                                                    |
|                 |               |           | |
| Minami Itahashi | 10m toren (v) | 8e        | voorronde: 10de met 320,20 punten halve finale: 8ste met 335,55 punten finale: 8ste met 356,60 punten |

### Synchroonzwemmen
| Olympiër | Onderdeel | Resultaat | Prestatie                                                                                          |
| --- | --------- | --------- | -------------------------------------------------------------------------------------------------- |
| Yukiko Inui Risako Mitsui                                                                                              | duet      | Brons     | technische routine: 93,1214 punten (4e) vrije routine: 94,9333 punten (3e) totaal: 188,0547 punten |
| Aika Hakoyama Aiko Hayashi Yukiko Inui Kei Marumo Risako Mitsui Kanami Nakamaki Mai Nakamura Kano Omata Kurumi Yoshida | team      | Brons     | technische routine: 93,7723 punten (3e) vrije routine: 95,4333 punten (3e) totaal: 189,2056 punten |

### Taekwondo
| Olympiër    | Onderdeel | Resultaat | Prestatie                                                         |
| ----------- | --------- | --------- | ----------------------------------------------------------------- |
| Mayu Hamada | –57kg (v) | 9e        | voorronde: W van TUN Ali: 9–0 kwartfinale: V van EGY Malak: 0–3SD |

### Tafeltennis
| Olympiër                                | Onderdeel     | Resultaat   | Prestatie |
| --------------------------------------- | ------------- | ----------- | --- |
| Jun Mizutani                            | enkelspel (m) | Brons       | voorronde: vrij 1ste ronde: vrij 2de ronde: vrij 3de ronde: W van GRE Gionis: 4–1 (11-9, 10-12, 11-5, 11-8, 11-6) 4de ronde: W van BRA Calderano: 4–2 (11-5, 11-6, 11-13, 8-11, 11-8, 12-10) kwartfinale: W van POR Freitas: 4–2 (11-4, 9-11, 11-3, 11-8, 10-12, 11-2) halve finale: V van CHN Ma: 2–4 (5-11, 5-11, 5-11, 11-7, 12-10, 5-11) bronzen finale: W van BLR Samsonov: 4–1 (4-11, 9-11, 11-6, 12-14, 8-11) |
| Koki Niwa                               | enkelspel (m) | 5e          | voorronde: vrij 1ste ronde: vrij 2de ronde: W van NGR Toriola: 4–2 (9-11, 11-5, 11-7, 4-11, 11-6, 11-1) 3de ronde: W van AUT Fegerl: 4–1 (11-7, 11-8, 11-9, 4-11, 11-5) 4de ronde: W van HKG Wong: 4–3 (6-11, 11-6, 8-11, 5-11, 12-10, 11-4, 11-8) kwartfinale: V van CHN Zhang: 1–4 (5-11, 11-4, 11-7, 11-7, 11-4)                                                                                                  |
| Jun Mizutani Koki Niwa Maharu Yoshimura | team (m)      | Zilver      | 1ste ronde: W van Polen: 3–2 kwartfinale: W van Hongkong: 3–1 halve finale: W van Duitsland: -1 3 finale: V van China: 1–3 |
|                                         |               |             | |
| Ai Fukuhara                             | enkelspel (v) | 4e          | voorronde: vrij 1ste ronde: vrij 2de ronde: vrij 3de ronde: W van ROU Dodean: 4–0 (11-5, 11-6, 11-4, 11-1) 4de ronde: W van PRK Ri: 4–0 (11-5, 12-10, 11-1, 11-7) kwartfinale: W van SIN Feng: 4–0 (14-12, 11-8, 11-7, 11-5) halve finale: V van CHN Li: 0–4 (4-11, 3-11, 1-11, 1-11) bronzen finale: V van PRK Kim: 1–4 (7-11, 7-11, 5-11, 14-12, 5-11)                                                             |
| Kasumi Ishikawa                         | enkelspel (v) | derde ronde | voorronde: vrij 1ste ronde: vrij 2de ronde: vrij 3de ronde: V van PRK Kim: 3–4 (11-7, 11-7, 9-11, 9-11, 11-9, 9-11, 8-11) |
| Ai Fukuhara Kasumi Ishikawa Mima Ito    | team (v)      | Brons       | 1ste ronde: W van Polen: 3–0 kwartfinale: W van Oostenrijk: 3–0 halve finale: V van Duitsland: 2-3 bronzen finale: W van Singapore: 3–1 |

### Tennis
| Olympiër              | Onderdeel      | Resultaat | Prestatie |
| --------------------- | -------------- | --------- | --- |
| Taro Daniel           | enkelspel (m)  | 9e        | 1ste ronde: W van USA Sock: 6–4, 6–4 2de ronde: W van GBR Edmund: 6–4, 7–5 3de ronde: V van ARG del Potro: 6–7(4), 6–1, 2–6 |
| Kei Nishikori         | enkelspel (m)  | Brons     | 1ste ronde: W van ESP Viñolas: 6–2, 6–4 2de ronde: W van AUS Millman: 7–6(4), 6–4 3de ronde: W van SVK Martin: 6–2, 6–2 kwartfinale: W van FRA Monfils 7–6(4), 4–6, 7–6(6) halve finale: V van Murray: 1–6, 4–6 bronzen finale: W van ESP Nadal 6–2, 6–7(1), 6–3 |
| Yūichi Sugita         | enkelspel (m)  | 17e       | 1ste ronde: W van USA Baker: 5–7, 7–5, 6–4 2de ronde: V van FRA Simon 6–7(3), 2–6 |
|                       |                |           | |
| Misaki Doi            | enkelspel (v)  | 17e       | 1ste ronde: W van KAZ Sjvedova: 6–3, 6–4 2de ronde: V van AUS Stosur: 3–6, 4–6 |
| Nao Hibino            | enkelspel (v)  | 17e       | 1ste ronde: W van ROU Begu: 6–4, 3–6, 6–3 2de ronde: V van ESP Muguruza: 1–6, 1–6 |
| Misaki Doi Eri Hozumi | dubbelspel (v) | 9e        | 1ste ronde: W van FRA Garcia/Mladenovic: 6–0, 0–6, 6–4 2de ronde: V van RUS Kasatkina/Koeznetsova: 4–6, 6–1, 1–6 |

### Triatlon
| Olympiër         | Onderdeel | Resultaat | Prestatie                                                                 |
| ---------------- | --------- | --------- | ------------------------------------------------------------------------- |
| Hirokatsu Tayama | mannen    | DNF       | zwemmen: 17:34 wielrennen: LAP                                            |
| Yurie Kato       | mannen    | 46e       | zwemmen: 20:06 wielrennen: 1:07:13 hardlopen: 35:53 totaal: 2:07:50 (46e) |
|                  |           |           |                                                                           |
| Yuka Sato        | vrouwen   | 15e       | zwemmen: 19:08 wielrennen: 1:01:24 hardlopen: 37:53 totaal: 2:00:01 (15e) |
| Ai Ueda          | vrouwen   | 39e       | zwemmen: 21:10 wielrennen: 1:04:50 hardlopen: 36:03 totaal: 2:03:37 (39e) |

### Voetbal
| Olympiër | Onderdeel | Resultaat | Prestatie                                                             |
| --- | --------- | --------- | --------------------------------------------------------------------- |
| Masatoshi Kushibiki Sei Muroya Wataru Endo Hiroki Fujiharu D Naomichi Ueda Tsukasa Shiotani D Riki Harakawa A Ryota Oshima Shinya Yajima Shoya Nakajima Kosuke Nakamura Shinzo Koroki D Yosuke Ideguchi Masashi Kamekawa Takuma Asano Takuya Iwanami Takumi Minamino | mannen    | 10e       | groep B: 3de V van Nigeria: 4-5 G van Colombia: 2-2 W van Zweden: 1-0 |

| Groep B |          |             |             |             |             |            |            |            |        |
| #       | Land     | Wedstrijden | Wedstrijden | Wedstrijden | Wedstrijden | Doelpunten | Doelpunten | Doelpunten | Punten |
| #       | Land     | G           | W           | G           | V           | V          | T          | Saldo      | Punten |
| 1       | Nigeria  | 3           | 2           | 0           | 1           | 6          | 6          | 0          | 6      |
| 2       | Colombia | 3           | 1           | 2           | 0           | 6          | 4          | +2         | 5      |
| 3       | Japan    | 3           | 1           | 1           | 1           | 7          | 7          | 0          | 4      |
| 4       | Zweden   | 3           | 0           | 1           | 2           | 2          | 4          | –2         | 1      |

| Ronde       | Datum | Lokale tijd | MEZT     | Plaats  | Land | Score    | Land |
| ----------- | ----- | ----------- | -------- | ------- | ---- | -------- | ---- |
| Groepsfase  |       |             |          |         |      |          |      |
| 4 augustus  | 22:00 | 03:00       | Manaus   | Nigeria | 5–4  | Japan    |      |
| 7 augustus  | 22:00 | 03:00       | Manaus   | Japan   | 2–2  | Colombia |      |
| 10 augustus | 19:00 | 00:00       | Salvador | Japan   | 1–0  | Zweden   |      |

### Volleybal
| Olympiër | Onderdeel | Resultaat | Prestatie |
| --- | --------- | --------- | --- |
| Miyu Nagaoka Haruka Miyashita Saori Kimura A Arisa Sato L Yurie Nabeya Mai Yamaguchi Haruyo Shimamura Erika Araki Yuki Ishii Saori Sakoda Kotoki Zayasu Kanami Tashiro | zaal (v)  | 5e        | groep A: 4de V van Zuid-Korea: 1-3 (25-19, 15-25, 17-25, 21-25) W van Kameroen: 3-0 (25-20, 25-15, 25-17) V van Brazilië: 0-3 (18-25, 18-25, 22-25) V van Rusland: 0-3 (14-25, 28-30, 18-25) W van Argentinië: 3-0 (25-23, 25-16, 26-24) kwartfinale: V van Verenigde Staten: 0-3 (16-25, 23-25, 22-25) |

| # | Ploeg      | Punten | Wedstrijden | Wedstrijden | Wedstrijden | Spelpunten | Spelpunten | Spelpunten | Sets | Sets | Sets  |
| # | Ploeg      | Punten | G           | W           | V           | W          | V          | Ratio      | W    | V    | Ratio |
| - | ---------- | ------ | ----------- | ----------- | ----------- | ---------- | ---------- | ---------- | ---- | ---- | ----- |
| 1 | Brazilië   | 15     | 5           | 5           | 0           | 377        | 272        | 1,386      | 15   | 0    | —     |
| 2 | Rusland    | 12     | 5           | 4           | 1           | 393        | 323        | 1,216      | 12   | 4    | 3,000 |
| 3 | Zuid-Korea | 9      | 4           | 3           | 2           | 384        | 372        | 1,032      | 10   | 7    | 1,428 |
| 4 | Japan      | 6      | 5           | 2           | 3           | 347        | 364        | 0,953      | 7    | 9    | 0,777 |
| 5 | Argentinië | 2      | 5           | 1           | 4           | 319        | 407        | 0,783      | 3    | 14   | 0,214 |
| 6 | Kameroen   | 1      | 5           | 0           | 5           | 328        | 410        | 0,800      | 2    | 15   | 0,133 |

| Ronde       | Datum       | Lokale tijd | MEZT           | Plaats   | Land  | Score      | Land             |
| ----------- | ----------- | ----------- | -------------- | -------- | ----- | ---------- | ---------------- |
| Groepsfase  |             |             |                |          |       |            |                  |
| 6 augustus  | 09:30       | 14:30       | Rio de Janeiro | Japan    | 1–3   | Zuid-Korea |                  |
| 8 augustus  | 11:35       | 16:35       | Rio de Janeiro | Japan    | 3–0   | Kameroen   |                  |
| 10 augustus | 22:35       | 03:35       | Rio de Janeiro | Brazilië | 3–0   | Japan      |                  |
| 12 augustus | 20:30       | 01:30       | Rio de Janeiro | Rusland  | 3–0   | Japan      |                  |
| 14 augustus | 20:30       | 01:30       | Rio de Janeiro | Japan    | 3–0   | Argentinië |                  |
| Kwartfinale | 16 augustus | 14:00       | Rio de Janeiro | 19:00    | Japan | 0–3        | Verenigde Staten |

### Waterpolo
| Olympiër | Onderdeel | Resultaat | Prestatie |
| --- | --------- | --------- | --- |
| Katsuyuki Tanamura Seiya Adachi Atsushi Arai Mitsuaki Shiga Akira Yanase Atsuto Iida Yusuke Shimizu A Yuki Kadono Koji Takei Kenya Yasuda Keigo Okawa Shota Hazui Tomoyoshi Fukushima | mannen    | 11e       | groep A: 6de V van Griekenland: 7-8 V van Brazilië: 8-16 V van Australië: 6-8 V van Hongarije: 7-17 V van Servië: 8-12 |

| Groep A |             |             |             |             |            |            |            |        |
| #       | Land        | Wedstrijden | Wedstrijden | Wedstrijden | Doelpunten | Doelpunten | Doelpunten | Punten |
| #       | Land        | W           | G           | V           | V          | T          | Saldo      | Punten |
| 1       | Hongarije   | 2           | 3           | 0           | 57         | 43         | +14        | 7      |
| 2       | Griekenland | 2           | 2           | 1           | 41         | 40         | +1         | 6      |
| 3       | Brazilië    | 3           | 0           | 2           | 40         | 39         | +1         | 6      |
| 4       | Servië      | 2           | 2           | 1           | 49         | 44         | +5         | 6      |
| 5       | Australië   | 2           | 1           | 2           | 44         | 40         | +4         | 5      |
| 6       | Japan       | 0           | 0           | 5           | 36         | 61         | –25        | 0      |

| Ronde       | Datum | Lokale tijd | MEZT           | Plaats         | Land | Score    | Land |
| ----------- | ----- | ----------- | -------------- | -------------- | ---- | -------- | ---- |
| groepsfase  |       |             |                |                |      |          |      |
| 6 augustus  | 13:00 | 18:00       | Rio de Janeiro | Griekenland    | 8–7  | Japan    |      |
| 8 augustus  | 19:30 | 00:30       | Rio de Janeiro | Vlag van Japan | 8–16 | Brazilië |      |
| 10 augustus | 09:00 | 14:00       | Rio de Janeiro | Hongarije      | 8–6  | Japan    |      |
| 12 augustus | 09:00 | 14:00       | Rio de Janeiro | Hongarije      | 17–7 | Japan    |      |
| 14 augustus | 19:30 | 00:30       | Rio de Janeiro | Servië         | 12–8 | Japan    |      |

### Wielersport
| Olympiër           | Onderdeel        | Resultaat | Prestatie                                                                                                   |
| Baan               | Baan             | Baan      | Baan |
| ------------------ | ---------------- | --------- | --- |
| Seiichiro Nakagawa | sprint (m)       | 25e       | kwalificatie: 25ste in 10,241                                                                               |
| Kazunari Watanabe  | keirin (m)       | 13e       | 1ste ronde: 5de herkansingen: 4de                                                                           |
| Yuta Wakimoto      | keirin (m)       | 13e       | 1ste ronde: 6de herkansingen: 2de                                                                           |
| Kazushige Kuboki   | omnium (m)       | 14e       | 81 punten                                                                                                   |
|                    |                  |           | |
| Sakura Tsukagoshi  | omnium (v)       | 16e       | 68 punten                                                                                                   |
| BMX                |                  |           | |
| Yoshitaku Nagasako | BMX (m)          | 28e       | plaatsingsronde: 12de in 35,286 kwartfinale 4: 8ste 41.455 (7e), 39.258 (6e), 47.041 (8e) totaal: 21 punten |
| Mountainbike       |                  |           | |
| Kohei Yamamoto     | mannen           | 21e       | 1:40.34 |
| Weg                |                  |           | |
| Yukiya Arashiro    | wegwedstrijd (m) | 27e       | 6:19.43 |
| Kohei Uchima       | wegwedstrijd (m) | DNF       | DNF |
|                    |                  |           | |
| Eri Yonamine       | wegwedstrijd (v) | 17e       | 3:56.23 |
| Eri Yonamine       | tijdrit (v)      | 15e       | 46.43,09 |

### Worstelen
| Olympiër        | Onderdeel   | Resultaat   | Prestatie |
| Vrije stijl     | Vrije stijl | Vrije stijl | Vrije stijl |
| --------------- | ----------- | ----------- | --- |
| Rei Higuchi     | –57kg (m)   | Zilver      | kwalificatie: W van PRK Yang: 4–1 1ste ronde: W van BLR Latsjinov: 4–0 kwartfinale: W van CUB Bonne: 3–1 halve finale: W van IRI Rahimi: 3–1 finale: V van GEO Khinchegasjvili: 1–3 |
| Sosuke Takatani | –74kg (m)   | 7e          | kwalificatie: W van AUS Ilyasov: 5–0 1ste ronde: W van FRA Khadjiev: 3–1 kwartfinale: V van KAZ Usserbayev: 1–3                                                                     |
|                 |             |             | |
| Eri Tosaka      | –48kg (v)   | Goud        | kwalificatie: vrij 1ste ronde: W van KAZ Syzdykova: 6–0 kwartfinale: W van USA Augello: 3–1 halve finale: W van CHN Sun: 3–1 finale: W van AZE Stadnik: 3–1                         |
| Saori Yoshida   | –53kg (v)   | Zilver      | kwalificatie: vrij 1ste ronde: W van AZE Synyshyn: 3–0 kwartfinale: W van SEN Sambou: 3–0 halve finale: W van VEN Arguëllo: 3–0 finale: V van USA Maroulis: 1–3                     |
| Kaori Icho      | –58kg (v)   | Goud        | kwalificatie: vrij 1ste ronde: W van TUN Amri: 4–0 kwartfinale: W van TUR Yeşilırmak: 3–1 halve finale: W van AZE Ratkevich: 4–0 finale: W van RUS Koblova: 3–1                     |
| Risako Kawai    | –63kg (v)   | Goud        | kwalificatie: vrij 1ste ronde: W van POL Michalik: 3–0 kwartfinale: W van LAT Grigorjeva: 3–0 halve finale: W van RUS Trazjoekova: 3–0 finale: W van BLR Mamasjoek: 3–0             |
| Sara Dosho      | –69kg (v)   | Goud        | kwalificatie: W van UKR Berezhna: 3-1 1ste ronde: W van TUR Tosun: 4–0 kwartfinale: W van CAN Yeats: 3–1 halve finale: W van SWE Fransson: 3–1 finale: W van RUS Vorobjova: 3–1     |
| Rio Watari      | –75kg (v)   | 14e         | kwalificatie: vrij 1ste ronde: V van BRA Ferreira: 1–3 |
| Grieks-Romeins  |             |             | |
| Shinobu Ota     | –59kg (m)   | Zilver      | kwalificatie: W van IRI Sourian: 3–1 1ste ronde: W van KAZ Kebispayev: 3–0 kwartfinale: W van NOR Berge: 3–0 halve finale: W van AZE Bayramov: 5–0 finale: V van CUB Borrero: 0–4   |
| Tomohiro Inoue  | –66kg (m)   | 5e          | kwalificatie: vrij 1ste ronde: V van SRB Štefanek: 0–4 herkansingen: W van GER Stäbler: 3–1 bronzen finale: V van GEO Bolkvadze: 0–3                                                |

### Zeilen
| Olympiër                     | Onderdeel    | Resultaat | Prestatie                                           |
| ---------------------------- | ------------ | --------- | --------------------------------------------------- |
| Makoto Tomizawa              | RS:X (m)     | 15e       | 138 punten: (10-8-18-19-13-22-7-14-18-15-14-2)      |
| Kazuto Doi Kimihiko Imamura  | 470 (m)      | 17e       | 135 punten: (15-21-16-16-15-16-22-12-7-17)          |
| Yukio Makino Kenji Takahashi | 49er (m)     | 18e       | 132 punten: (3-15-17-8-8-2-20-12-17-15-16-20)       |
|                              |              |           |                                                     |
| Megumi Iseda                 | RS:X (v)     | 20e       | 198 punten: (23-22-19-22-15-14-27-13-19-13-18-20)   |
| Manami Doi                   | Laser Radial | 20e       | 139 punten: (21-14-18-24-24-23-2-1-15-21)           |
| Ai Kondo Miho Yoshioka       | 470 (v)      | 5e        | 66 punten: (1-4-3-7-19-9-12-4-11-1-14)              |
| Keiko Miyagawa Sena Takano   | 49erFX (v)   | 20e       | 210 punten: (UFD-15-20-19-18-20-20-19-UFD-19-19-20) |

### Zwemmen
| Olympiër                                                 | Onderdeel             | Resultaat | Prestatie                                                                               |
| -------------------------------------------------------- | --------------------- | --------- | --------------------------------------------------------------------------------------- |
| Katsumi Nakamura                                         | 50m vrije slag (m)    | 18e       | serie 10: 7de in 22,13                                                                  |
| Shinri Shioura                                           | 50m vrije slag (m)    | 16e       | serie 9: 5de in 22,01 halve finale 1: 8ste in 22,18                                     |
| Katsumi Nakamura                                         | 100m vrije slag (m)   | 17e       | serie 6: 7de in 48,61                                                                   |
| Shinri Shioura                                           | 100m vrije slag (m)   | 27e       | serie 7: 7de in 48,94                                                                   |
| Kosuke Hagino                                            | 200m vrije slag (m)   | 7e        | serie 6: 3de in 1.46,19 halve finale 2: 2de in 1.45,45 finale: 7de in 1.45,90           |
| Naito Ehara                                              | 400m vrije slag (m)   | 31e       | serie 5: 8ste in 3.50,61                                                                |
| Junya Hasegawa                                           | 100m rugslag (m)      | 19e       | serie 5: 7de in 54,17                                                                   |
| Ryosuke Irie                                             | 100m rugslag (m)      | 7e        | serie 5: 4de in 53,49 halve finale 1: 4de in 53,21 finale: 7de in 53,42                 |
| Masaki Kaneko                                            | 200m rugslag (m)      | 11e       | serie 2: 6de in 1.57,19 halve finale 2: 6de in 1.56,78                                  |
| Ryosuke Irie                                             | 200m rugslag (m)      | 8e        | serie 4: 3de in 1.56,61 halve finale 1: 3de in 1.56,31 finale: 8ste in 1.56,36          |
| Yasuhiro Koseki                                          | 100m schoolslag (m)   | 6e        | serie 4: 1ste in 58,91 halve finale 1: 1ste in 59,23 finale: 6de in 59.37               |
| Ippei Watanabe                                           | 100m schoolslag (m)   | 18e       | serie 5: 4de in 1.00,33                                                                 |
| Yasuhiro Koseki                                          | 200m schoolslag (m)   | 5e        | serie 3: 1ste in 2.08,61 halve finale 1: 3de in 2.07,91 finale: 5de in 2.07,80          |
| Ippei Watanabe                                           | 200m schoolslag (m)   | 6e        | serie 4: 4de in 2.09,63 halve finale 1: 1ste in 2.07,22 (OR) finale: 6de in 2.07,87     |
| Takuro Fujii                                             | 100m vlinderslag (m)  | 20e       | serie 6: 6de in 52,36                                                                   |
| Masato Sakai                                             | 200m vlinderslag (m)  | Zilver    | serie 2: 2de in 1.55,76 halve finale 1: 3de in 1.55,32 finale: 2de in 1.53,40           |
| Daiya Seto                                               | 200m vlinderslag (m)  | 5e        | serie 3: 4de in 1.55,79 halve finale 1: 2de in 1.55,28 finale: 5de in 1.54,82           |
| Hiromasa Fujimori                                        | 200m wisselslag (m)   | 4e        | serie 4: 3de in 1.58,88 halve finale 2: 5de in 1.58,20 finale: 4de in 1.57,21           |
| Kosuke Hagino                                            | 200m wisselslag (m)   | Zilver    | serie 3: 1ste in 1.58,79 halve finale 1: 1ste in 1.57,38 finale: 2de in 1.56,61         |
| Daiya Seto                                               | 400 m wisselslag (m)  | Brons     | serie 4: 2de in 4.08,47 finale: 3de in 4.09,71                                          |
| Kosuke Hagino                                            | 400 m wisselslag (m)  | Goud      | serie 3: 1ste in 4.10,00 finale: 1ste in 4.06,05                                        |
| Kenji Kobase Junya Koga Katsumi Nakamura Shinri Shioura  | 4x100m vrije slag (m) | 8e        | serie 1: 3de in 3.14,17 (NR) finale: 8ste in 3.14,48                                    |
| Naito Ehara Kosuke Hagino Yuki Kobori Takeshi Matsuda    | 4x200m vrije slag (m) | Brons     | serie 2: 4de in 7.07,68 finale: 3de in 7.03,50                                          |
| Takuro Fujii Kosuke Hagino Ryosuke Irie Yasuhiro Koseki  | 4x100m wisselslag (m) | 5e        | serie 2: 2de in 3.32,33 finale: 5de in 3.31,97                                          |
| Yasunari Hirai                                           | 10km open water (m)   | 8e        | 1:53.04,6                                                                               |
|                                                          |                       |           |                                                                                         |
| Rikako Ikee                                              | 50m vrije slag (v)    | 36e       | serie 9: 7de in 25,45                                                                   |
| Yayoi Matsumoto                                          | 50m vrije slag (v)    | 43e       | serie 8: 7de in 25,73                                                                   |
| Rikako Ikee                                              | 100 m vrije slag (v)  | 12e       | serie 6: 6de in 54,50 halve finale 2: 7de in 54,31                                      |
| Miki Uchida                                              | 100 m vrije slag (v)  | 14e       | serie 6: 7de in 54,50 halve finale 1: 6de in 54,39                                      |
| Chihiro Igarashi                                         | 200m vrije slag (v)   | 17e       | serie 6: 7de in 1.57,88                                                                 |
| Rikako Ikee                                              | 200m vrije slag (v)   | 21e       | serie 5: 5de in 1.58,49                                                                 |
| Chihiro Igarashi                                         | 400m vrije slag (v)   | 12e       | serie 1: 1ste in 4.07,52                                                                |
| Natsumi Sakai                                            | 100m rugslag (m)      | 26e       | serie 5: 8ste in 1.01,74                                                                |
| Natsumi Sakai                                            | 200m rugslag (m)      | 26e       | serie 3: 8ste in 2.13,99                                                                |
| Satomi Suzuki                                            | 100m schoolslag (v)   | 12e       | serie 6: 5de in 1.06,99 halve finale 2: 7de in 1.07,18                                  |
| Kanako Watanabe                                          | 100m schoolslag (v)   | 15e       | serie 4: 5de in 1.07,22 halve finale 1: 7de in 1.07,43                                  |
| Rie Kaneto                                               | 200m schoolslag (v)   | Goud      | serie 3: 1ste in 2.22,86 halve finale 1: 1ste in 2.22,11 finale: 1ste in 2.20,30        |
| Kanako Watanabe                                          | 200m schoolslag (v)   | 14e       | serie 2: 4de in 2.24,77 halve finale 2: 8ste in 2.25,10                                 |
| Natsumi Hoshi                                            | 100m vlinderslag (v)  | 10e       | serie 3: 2de in 58,15 halve finale 2: 7de in 58,03                                      |
| Rikako Ikee                                              | 100m vlinderslag (v)  | 5e        | serie 6: 5de in 57,27 (NR) halve finale 1: 1ste in 57,05 (NR) finale: 5de in 56,86 (NR) |
| Suzuka Hasegawa                                          | 200m vlinderslag (v)  | 9e        | serie 2: 1ste in 2.07,35 halve finale 1: 5de in 2.07,33                                 |
| Natsumi Hoshi                                            | 200m vlinderslag (v)  | Brons     | serie 3: 2de in 2.07,37 halve finale 2: 3de in 2.06,74 finale: 3de in 2.05,20           |
| Runa Imai                                                | 200m wisselslag (v)   | 15e       | serie 5: 4de in 2.11,78 halve finale 2: 7de in 2.12,53                                  |
| Miho Teramura                                            | 200m wisselslag (v)   | 9e        | serie 4: 3de in 2.10,34 halve finale 2: 4de in 2.11,03                                  |
| Sakiko Shimizu                                           | 400m wisselslag (v)   | 8e        | serie 5: 6de in 4.34,66 (NR) finale: 8ste in 4.38,06                                    |
| Miho Takahashi                                           | 400m wisselslag (v)   | 10e       | serie 4: 4de in 4.37,33                                                                 |
| Rikako Ikee Yayoi Matsumoto Miki Uchida Misaki Yamaguchi | 4x100m vrije slag (v) | 8e        | serie 1: 4de in 3.36,74 (NR) finale: 8ste in 3.37,78                                    |
| Tomomi Aoki Chihiro Igarashi Rikako Ikee Sachi Mochida   | 4x200m vrije slag (v) | 8e        | serie 1: 4de in 7.52,50 finale: 8ste in 7.56,76                                         |
| Rikako Ikee Natsumi Sakai Miki Uchida Kanako Watanabe    | 4x100m wisselslag (v) | 10e       | serie 1: 5de in 3.59,82                                                                 |
| Yumi Kida                                                | 10km open water (v)   | 12e       | 1:57.35,2                                                                               |

Afghanistan · Albanië · Algerije · Amerikaanse Maagdeneilanden · Amerikaans-Samoa · Andorra · Angola · Antigua en Barbuda · Argentinië · Armenië · Aruba · Australië · Azerbeidzjan · Bahama's · Bahrein · Bangladesh · Barbados · België · Belize · Benin · Bermuda · Bhutan · Bolivia · Bosnië en Herzegovina · Botswana · Brazilië · Britse Maagdeneilanden · Brunei · Bulgarije · Burkina Faso · Burundi · Cambodja · Canada · Centraal-Afrikaanse Republiek · Chili · China · Chinees Taipei · Colombia · Comoren · Congo-Brazzaville · Congo-Kinshasa · Cookeilanden · Costa Rica · Cuba · Cyprus · Denemarken · Djibouti · Dominica · Dominicaanse Republiek · Duitsland · Ecuador · Egypte · El Salvador · Equatoriaal-Guinea · Eritrea · Estland · Ethiopië · Fiji · Filipijnen · Finland · Frankrijk · Gabon · Gambia · Georgië · Ghana · Grenada · Griekenland · Groot-Brittannië · Guam · Guatemala · Guinee · Guinee‑Bissau · Guyana · Haïti · Honduras · Hongarije · Hongkong · Ierland · IJsland · India · Indonesië · Irak · Iran · Israël · Italië · Ivoorkust · Jamaica · Japan · Jemen · Jordanië · Kaaimaneilanden · Kaapverdië · Kameroen · Kazachstan · Kenia · Kirgizië · Kiribati · Kosovo · Kroatië · Laos · Lesotho · Letland · Libanon · Liberia · Libië · Liechtenstein · Litouwen · Luxemburg · Macedonië · Madagaskar · Malawi · Malediven · Maleisië · Mali · Malta · Marshalleilanden · Marokko · Mauritanië · Mauritius · Mexico · Micronesië · Moldavië · Monaco · Mongolië · Montenegro · Mozambique · Myanmar · Namibië · Nauru · Nederland · Nepal · Nicaragua · Nieuw-Zeeland · Niger · Nigeria · Noord-Korea · Noorwegen · Oeganda · Oekraïne · Oezbekistan · Oman · Oostenrijk · Oost-Timor · Pakistan · Palau · Palestina · Panama · Papoea-Nieuw-Guinea · Paraguay · Peru · Polen · Portugal · Puerto Rico · Qatar · Roemenië · Rusland · Rwanda · Saint Kitts en Nevis · Saint Lucia · Saint Vincent en Grenadines · Salomonseilanden · Samoa · San Marino · Sao Tomé en Principe · Saoedi-Arabië · Senegal · Servië · Seychellen · Sierra Leone · Singapore · Slovenië · Slowakije · Soedan · Somalië · Spanje · Sri Lanka · Suriname · Swaziland · Syrië · Tadzjikistan · Tanzania · Thailand · Togo · Tonga · Trinidad en Tobago · Tsjaad · Tsjechië · Tunesië · Turkije · Turkmenistan · Tuvalu · Uruguay · Vanuatu · Venezuela · Verenigde Arabische Emiraten · Verenigde Staten · Vietnam · Wit-Rusland · Zambia · Zimbabwe · Zuid-Afrika · Zuid-Korea · Zuid-Soedan · Zweden · Zwitserland
Individuele Olympische Atleten · Olympisch vluchtelingenteam